# Wido von Adwert
Wido von Adwert († 23. Januar um 1240 in Kloster Klaarkamp) war ein niederländischer Zisterziensermönch. Er war Abt von Kloster Klaarkamp (Friesland) und zuvor gewählter Abt von Kloster Aduard (bei Groningen).
Nachdem Abt Albertus I. von Aduard am 25. November 1216 gestorben war, wurde Wido, Prior in Klaarkamp, zu seinem Nachfolger gewählt. Caesarius von Heisterbach berichtet in seinem Dialogus miraculorum  (1219–1223) von dieser Wahl, auch dass Wido als Abt amtierte. In der Chronik der Abtei wird er jedoch nicht erwähnt, so dass angenommen werden kann, er habe die Wahl abgelehnt.
Sicher ist hingegen, dass er als Nachfolger des an einem 13. Oktober (wohl der 13. Oktober 1218) im französischen Kloster Foigny (Picardie) verstorbenen Abtes Gerbrandus von Klaarkamp gewählt wurde. Bis die Nachricht vom Tod Gerbrandus‘ eingetroffen und die Vorbereitungen zur Wahl des neuen Abtes abgeschlossen waren, werden einige Monate in Land gegangen sein, zumal der Abt von Clairvaux (wohl Wilhelm I., der 1217–1221 dem Kloster vorstand), dem zisterziensischen Mutterkloster, den Heisterbacher Abt Heinrich zur Leitung der Wahl nach Klaarkamp sandte.
Dass Wido diese Wahl annahm, ist gesichert, nicht aber, wie lange er Abt von Klaarkamp war, da die Urkunden des 1580 aufgehobenen Klosters nicht erhalten sind. Er starb an einem 23. Januar, vermutlich um das Jahr 1240.
Wido von Adwert wird als Heiliger der Katholischen Kirche verehrt, sein Gedenktag ist der 23. Januar, sein Todestag.
Zur Zeit Widos lebte in Klaarkamp der Mönch Efferindus, an den Caesarius von Heisterbach das Vorwort seines Werkes Fasciculus moralitatis richtet.